# Nordosten der Vereinigten Staaten

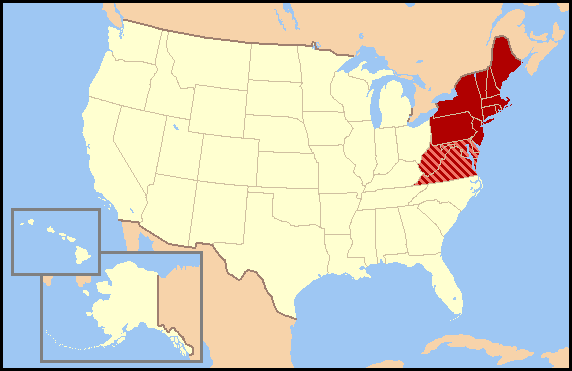
Dunkelrot: Staaten, die unbestritten dem Nordosten angehören, ebenfalls Definition des United States Census Bureau. Schraffiert: Staaten, deren Zuordnung zum Nordosten oder Süden umstritten ist.

Der Nordosten der Vereinigten Staaten (englisch Northeastern United States oder Northeast) ist eine Großregion im nordöstlichen Teil der USA. 

## Geographie
Die Region grenzt im Norden an Kanada, im Westen an den Mittleren Westen, im Süden an die Südstaaten und im Osten an den Atlantik.
Der genaue Umfang der Region ist nicht eindeutig definiert. Nach der Definition des United States Census Bureau besteht der Nordosten aus Neuengland (mit den Staaten Maine, New Hampshire, Vermont, Massachusetts, Rhode Island, Connecticut) und den Mittelatlantikstaaten (New York, New Jersey, Pennsylvania). In diesen insgesamt neun Staaten, die unbestritten dem Nordosten zugerechnet werden, lebten im Jahr 2008 etwa 55,9 Millionen Personen.
Andere Behörden ordnen dem Nordosten auch Maryland, Delaware und Washington, D.C. bzw. sogar Virginia und West Virginia zu. Das United States Census Bureau betrachtet die Staaten südlich der Mason-Dixon-Linie sowie Delaware dagegen als der Region South Atlantic und den Südstaaten zugehörig.

## Gesellschaft
Der Nordosten ist dicht besiedelt und überwiegend städtisch geprägt. Mit der Megalopolis Boswash liegt der größte Ballungsraum der USA in der Region. Die Staaten New York und Pennsylvania haben außerdem Anteil an der Megalopolis Chipitts. Der Nordosten ist die wohlhabendste Region der Vereinigten Staaten. Die drei Bundesstaaten mit dem höchsten mittleren Haushaltseinkommen (Stand von 2008) sind Maryland, New Jersey und Connecticut. Auf den Plätzen sieben bis neun liegen Massachusetts, New Hampshire und Virginia. Weitere nordöstliche Staaten mit einem mittleren Haushaltseinkommen über dem USA-weiten Durchschnitt sind Delaware, Washington D.C., New York, Rhode Island und Vermont. Acht der renommiertesten Universitäten der USA, die Mitglieder der so genannten Ivy League, befinden sich alle im Nordosten. Das gilt auch für die sieben traditionsreichen ehemaligen Colleges für Frauen, die so genannten Seven Sisters.

## Religion
Die nordöstlichen Staaten sind die am stärksten römisch-katholisch und am wenigsten evangelikal geprägte Region der USA. Die fünf US-Bundesstaaten mit dem größten Anteil von Katholiken an der Gesamtbevölkerung (Stand von 2000) gehören dem Nordosten an: Rhode Island 51,7 %, Massachusetts 48,7 %, New Jersey 40,4 %, Connecticut 40,3 %, New York 39,8 %. Weitere nordöstliche Staaten unter den ersten zehn mit der höchsten katholischen Bevölkerung sind New Hampshire (7. Platz mit 34,9 % Katholiken) und Pennsylvania (8. Platz mit 31 % Katholiken).
Der Anteil evangelikaler Protestanten an der Bevölkerung betrug nach der Statistik der Association of Religion Data Archives für das Jahr 2000 in den Neuenglandstaaten 2,4 %, in den Mittelatlantikstaaten New York, New Jersey und Pennsylvania zusammen 3,7 %. Im Vergleich dazu wird in einer Studie des Pew Research Center von 2008 der Anteil der Evangelikalen an der Gesamtbevölkerung der USA mit 26,3 % angegeben.

## Politik
Politisch ist der Nordosten eine Hochburg der Demokratischen Partei. Bei den Präsidentschaftswahlen von 1992 bis 2008 erhielten die jeweiligen Kandidaten der Demokratischen Partei in einem zusammenhängenden Gebiet von Maine bis Maryland sowie Washington D.C. fast durchweg alle Wahlmännerstimmen. Ins Repräsentantenhaus und in den  Senat entsenden die Staaten des Nordostens ganz überwiegend Abgeordnete aus der Demokratischen Partei. Die Todesstrafe findet in den meisten nordöstlichen Bundesstaaten keine Anwendung.